# Line Viala
Line Viala, de son vrai nom Hélène Stiévenard, est une chanteuse et actrice française née le 30 août 1910 à Choisy-le-Roi (Seine) et morte le 26 mars 1998 à Saint-Cloud (Hauts-de-Seine).

## Biographie
Line Viala était une actrice et une accordéoniste française célèbre dans le style guinguette des années 1930. Elle grave 18 chansons sur 78 tours entre 1937 et 1939.
Elle suit des  études de piano au Conservatoire, mais par indépendance s'installe chez une amie peintre et se lance dans le music-hall pour survivre. Les frères Crosio lui fabriquent un modèle léger et perfectionné d'accordéon touches-piano.

Marcel Bleustein-Blanchet lui ouvre les portes de Radio Cité.

Accordéon et La fête au village, deux chansons signées Jacqueline Batell, sont de grands succès. Elle reprend également la célèbre chanson allemande Yes Sir.

En 1934, elle pose nue pour la photographe (et peintre) Florence Henri.

Elle tourne (rôle d'Aimée) dans le film Le Café du port de Jean Choux sorti en 1940.

Elle quitte la France pour New York lors de l'occupation (son compagnon d'alors risquait la déportation). Quand elle revient en France en 1948, elle tourne la page du music-hall et travaille dans le classique, notamment comme agent du Quatuor tchèque.

## Iconographie
- Line Viala, affiche-portrait de Paul Colin.

## Rééditions
- Lina Viala : Succès et Raretés, Marianne Mélodie (CD)